# Iteti Schedu

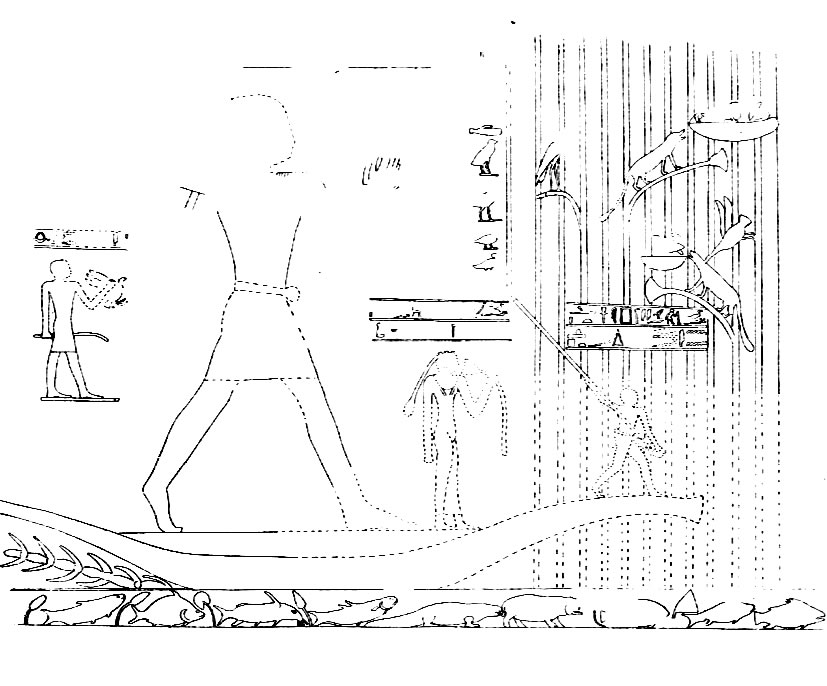
Schedu bei der Jagd in den Marschen

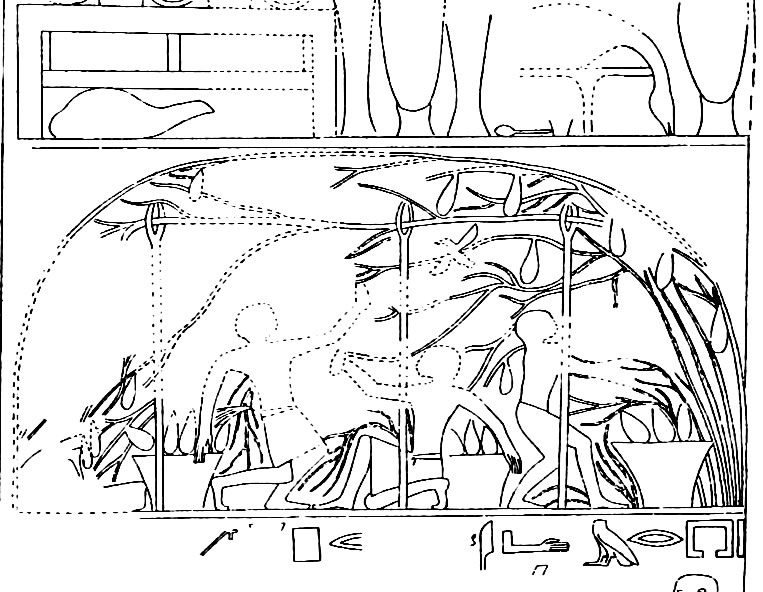
Traubenernte

Iteti, auch Schedu genannt, war ein lokaler Beamter im Alten Ägypten zur Zeit der 6. Dynastie, im Alten Reich, um 2400 v. Chr. Er ist von seinem dekorierten Grab in Deschascha bekannt.
Iteti Schedu trägt in seinem Grab zahlreiche Titel, die belegen, dass er die höchstrangige Person in seiner Provinz war. Zu seinen Titeln gehören Vorsteher der Felder, Verwalter eines Gutes (Ḥq3-ḥwt = Heqa-hut) und vor allem Leiter des Landes der zwei Ziegenstädte der beiden Provinzen (Sšm-t3-n-nwtj-nt-ˁrt-sp3wti). Seine Gemahlin hieß Henti. Seine Söhne hießen Neni, Chaemsobek. Als Tochter ist Mery belegt.
Sein Grab ist in den Fels gehauen und besteht aus einer Grabkapelle und unterirdischen Grabkammern. Die Szenen in der Grabkapelle, die in flachen Reliefs ausgeführt sind, zeigen vor allem Iteti und seine Gemahlin. Auf der Westwand sieht man ihn bei der Jagd in den Marschen. Eine vergleichbare Szene befindet sich auch auf der Südwand. Auf derselben Wand sieht man ihn, wie er Handwerker beaufsichtigt. Auf der Westwand befindet sich eine große Szene, auf der er dargestellt ist, wie er Rinder und Hirten beaufsichtigt. Auf der Nordwand sieht man eine große Szene, die Iteti Schedu vor der Traubenernte und Weinherstellung zeigt. Vor allem die eigentliche Traubenernte ist noch gut erhalten, während die eigentliche Weinherstellung fast vollkommen zerstört ist.
Das Grab wurde zunächst 1897 von Flinders Petrie aufgenommen und publiziert. Ein australisches Team arbeitete dort von 1991 bis 1993, kopierte die Grabszenen, erstellte Fotos sowie Pläne und publizierte das Grab 1993.